# Atletica leggera ai Giochi della IV Olimpiade - Salto in lungo da fermo
La competizione del  salto in lungo da fermo di atletica leggera dei Giochi della IV Olimpiade si tenne il giorno 20 luglio 1908 allo Stadio di White City a Londra.

## Risultati

### Qualificazioni
I 25 iscritti hanno diritto a tre salti. I migliori tre disputano i tre salti di finale.
| Pos. | Atleta                   | Nazione     | Misura |
| ---- | ------------------------ | ----------- | ------ |
| 1    | Ray Ewry                 | Stati Uniti | 3,33   |
| 2    | Kōnstantinos Tsiklītīras | Grecia      | 3,22   |
| 3    | Martin Sheridan          | Stati Uniti | 3,22   |
| 4    | John Biller              | Stati Uniti | 3,21   |
| 5    | Ragnar Ekberg            | Svezia      | 3,19   |
| 6    | Platt Adams              | Stati Uniti | 3,11   |
| 6    | Frank Holmes             | Stati Uniti | 3,11   |
| -    | Frank Irons              | Stati Uniti | ND     |
| -    | Evert Koops              | Paesi Bassi | ND     |
| -    | Jacobus Hoogveld         | Paesi Bassi | ND     |
| -    | Bram Evers               | Paesi Bassi | ND     |
| -    | Lionel Cornish           | Regno Unito | ND     |
| -    | Lancelot Stafford        | Regno Unito | ND     |
| -    | Walter Henderson         | Regno Unito | ND     |
| -    | Frederick Kitching       | Regno Unito | ND     |
| -    | Tim Ahearne              | Regno Unito | ND     |
| -    | Wilf Bleaden             | Regno Unito | ND     |
| -    | Jarl Jakobsson           | Finlandia   | ND     |
| -    | George Barber            | Canada      | ND     |
| -    | Svend Langkjær           | Danimarca   | ND     |
| -    | Henri Jardin             | Francia     | ND     |
| -    | Alfred Motté             | Francia     | ND     |
| -    | Léon Dupont              | Belgio      | ND     |
| -    | Arthur Mallwitz          | Germania    | ND     |
| -    | Sigmund Muenz            | Stati Uniti | ND     |

### Finale
| Pos.    | Atleta                   | Età | Nazione     | Misura Metri | Misura Piedi - Pollici |
| ------- | ------------------------ | --- | ----------- | ------------ | ---------------------- |
| Oro     | Ray Ewry                 | 35  | Stati Uniti | 3,33         | 10-11¼                 |
| Argento | Kōnstantinos Tsiklītīras | 20  | Grecia      | 3,22         | 10-7¼                  |
| Bronzo  | Martin Sheridan          | 27  | Stati Uniti | 3,22         | 10-7                   |
| 4       | John Biller              | 31  | Stati Uniti | 3,21         | 10-6½                  |
| 5       | Ragnar Ekberg            | 22  | Svezia      | 3,19         | 10-5¾                  |
| 6       | Platt Adams              | 23  | Stati Uniti | 3,11         | 10-2½                  |
| 6       | Frank Holmes             | 23  | Stati Uniti | 3,11         | 10-2½                  |